# Frank Gorshin

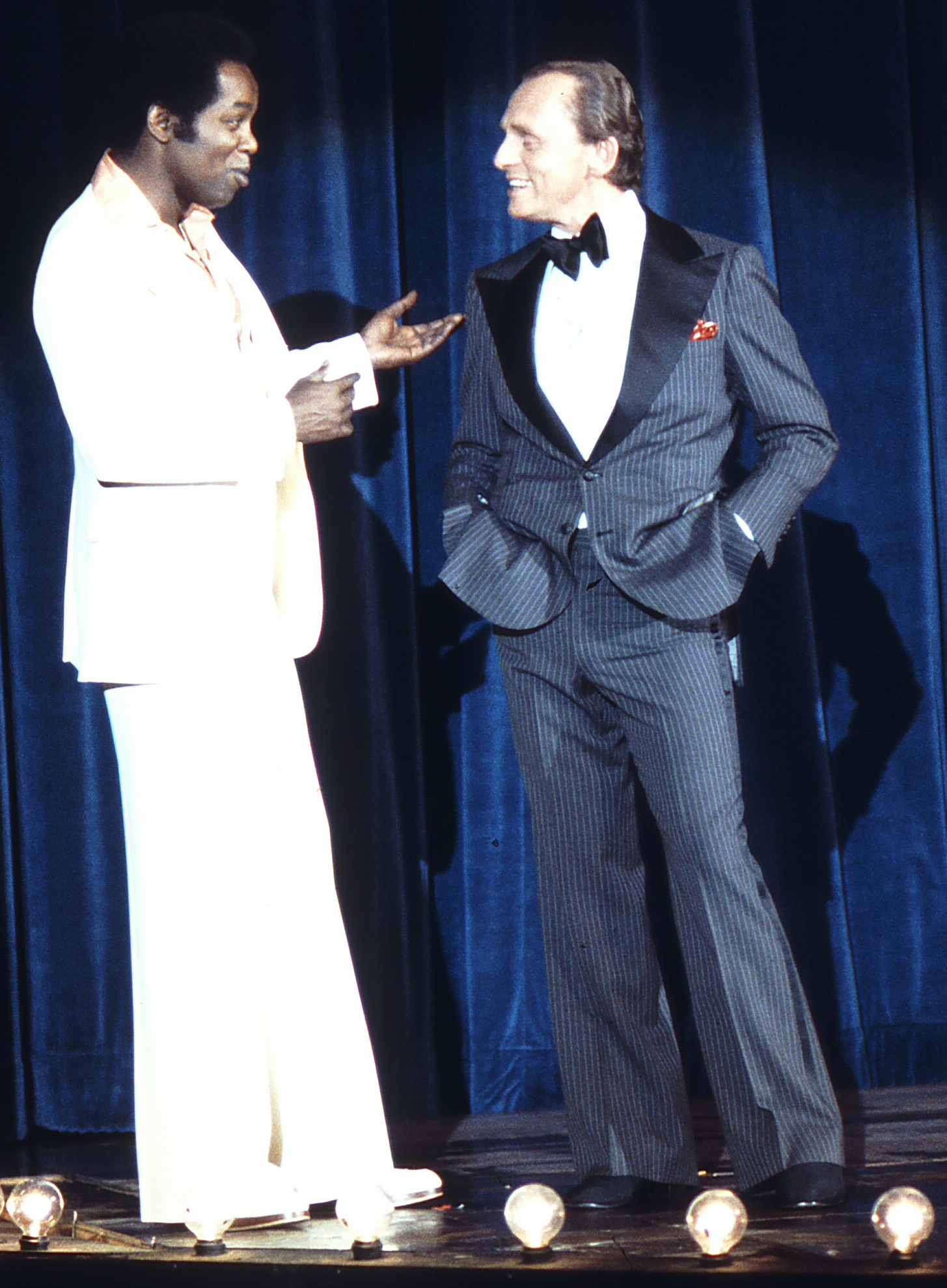
Actor Frank Gorshin, 1977

Franklin John „Frank” Gorshin, Jr. (n. 5 aprilie 1933, Pittsburgh, Pennsylvania, SUA – d. 17 mai 2005, Burbank, California, SUA) a fost un actor american de film și televiziune.

## Filmografie selectivă
- 1965 Acea pisică blestemată (That Darn Cat!), regia Robert Stevenson